# Nick Davis (cestista)
Nathaniel William Davis, detto Nick (Queens, 27 settembre 1976), è un ex cestista statunitense, professionista in Europa e in Sudamerica.

## Palmarès
- CBA All-Rookie First Team (1999)
- Miglior rimbalzista CBA (2000)
- Miglior stoppatore CBA (1999)